# Teratologie
Teratologia este domeniul științific care se ocupă cu studiul malformațiilor fiziologice și al anomaliilor de structură ale viețuitoarelor. Acestea pot fi înnăscute (congenitale) sau pot să apară ulterior, de exemplu la pubertate; între diversele cauze posibile intră și teratogenele. Acestea provoacă malformații congenitale la embrionii umani sau/și animali, în cursul anumitor faze de dezvoltare.

## Contergan
Unul din cele mai cunoscute cazuri teratogene este cel al Conterganului - sindromul produs de medicamentul somnifer Thalidomid, care a produs malformații (formații monstrice) la nivelul extremităților, deformații cochiliformice (scoică) ale urechii și pareze faciale la copii nou-născuți.

## Substanțe teratogene
În categoria teratogenelor se includ unele medicamente sedative, calmant-relaxante, antidepresive, și antibiotice. Trebuie totuși amintit că substanțe teratogene pot să apară și în alimente alterate ca urmare a metabolismului (schimbului de materii) microorganismelor sau între substanțele conținute de unele plante. Efectul teratogenic se explică prin producerea de aberații cromozomice,  erori, diminuare sau/și frînare în procesele de sinteză ribonucleice.

## Cercetări
Cercetările privind eventuala teratogenitate a substanțelor active din medicamente sunt făcute de industria farmaceutică intensiv, prin încercări pe animale și microorganisme. În acest context (cercetări) este de luat seamă, că teratogenitatea poate să fie specific animală, uneori.  Spre exemplu, Thalidomidul răspunzător de sindromul Contergan a provocat malformații congenitale la toate animalele supuse încercărilor, nu numai la șoareci, pe care inițial fusese medicamentul testat (verificat).         